# Karoline Stegemann
Karoline Stegemann (* 1987 in Halle (Saale)) ist eine deutsche Schauspielerin.

## Leben
Bereits als Kind war sie Mitglied des Extrachors im Opernhaus Halle. 
Nach ihrer Reifeprüfung studierte sie Theaterwissenschaft an der Universität Leipzig und schloss dies 2009 mit dem Bachelor of Arts. Von 2009 bis 2013 absolvierte sie ein Schauspielstudium an der Hochschule für Musik und Darstellende Kunst Frankfurt am Main. Währenddessen war sie schon in Stücken am Schauspiel Frankfurt, Staatstheater Darmstadt, Staatstheater Mainz, Frankfurt Lab und am Landestheater Marburg zu sehen. 
Ihr erstes Festengagement hatte sie danach von 2013 bis 2017 am Landestheater Detmold. Von der Spielzeit 2017/18 bis 2020 war sie festes Ensemble-Mitglied am Staatstheater Augsburg.

## Rollen (Auswahl)
- 2016: Die Junge in In einem dichten Birkenwald, Nebel (Henriette Dushe); Regie: Malte Kreutzfeldt; Landestheater Detmold
- 2016: Marion/Simons Weib in Dantons Tod (Georg Büchner); Regie: Martin Pfaff; Landestheater Detmold
- 2016: Hedda Gabler in Hedda Gabler (Henrik Ibsen); Regie: Andreas Kloos; Landestheater Detmold
- 2017: Rosalie in Das Käthchen von Heilbronn (Heinrich von Kleist); Regie: Kay Metzger; Landestheater Detmold
- 2017: Solveig in Peer Gynt (H. Ibsen); Regie: André Bücker; Theater Augsburg

## Filmografie
- 2012: Die Betrachtung der letzten Stunden dreier Menschen vor ihrem Suizid in einem Waldstück (Kurzfilm)